# Liste der Baudenkmäler in Unterroth
Auf dieser Seite sind die Baudenkmäler in der schwäbischen Gemeinde Unterroth zusammengestellt. Diese Tabelle ist eine Teilliste der Liste der Baudenkmäler in Bayern. Grundlage ist die Bayerische Denkmalliste, die auf Basis des Bayerischen Denkmalschutzgesetzes vom 1. Oktober 1973 erstmals erstellt wurde und seither durch das Bayerische Landesamt für Denkmalpflege geführt wird. Die folgenden Angaben ersetzen nicht die rechtsverbindliche Auskunft der Denkmalschutzbehörde.
 Diese Liste gibt den Fortschreibungsstand vom 6. Juni 2018 wieder und enthält zehn Baudenkmäler.

## Baudenkmäler nach Ortsteilen

### Unterroth
| Lage                               | Objekt                                            | Beschreibung | Akten-Nr.     | Bild           |
| ---------------------------------- | ------------------------------------------------- | --- | ------------- | -------------- |
| Am Kirchplatz 1 (Standort)         | Katholische Pfarrkirche St. Gordian und Epimachus | Saalbau mit eingezogenem Polygonalchor und Satteldachturm im nördlichen Winkel, Turm und Chormauern um 1500, sonst Neubau von Johann Georg und Norbert Beer, 1751, Langhaus 1922 nach Plänen von David Eberle nach Westen erweitert; mit Ausstattung. | D-7-75-161-1  | weitere Bilder |
| Am Kirchplatz 2 (Standort)         | Pfarrhaus                                         | Zweigeschossiger Satteldachbau, 1722. | D-7-75-161-6  | weitere Bilder |
| Hauptstraße 41 (Standort)          | Gasthaus                                          | Zweigeschossiger Satteldachbau mit Gesimsgliederung, zweite Hälfte 18. Jahrhundert. | D-7-75-161-3  | BW             |
| Höhlgasse 20 (Standort)            | Feldkapelle                                       | Rechteckig mit dreiseitigem Schluss, 19. Jahrhundert. | D-7-75-161-5  | BW             |
| Lindenstraße 7 (Standort)          | Bauernhaus                                        | Zweigeschossiger Satteldachbau mit dreigeschossigem, durch Gesimse unterteiltem Westgiebel, Anfang 19. Jahrhundert, Stadel mit Fachwerk und Ständerriegelwand, 18. Jahrhundert.                                                                       | D-7-75-161-7  | BW             |
| Mühlbachstraße 4 (Standort)        | Bauernhaus                                        | Zweigeschossiger Walmdachbau mit Wohn- und Wirtschaftsteil, zweite Hälfte 18. Jahrhundert, rückseitig im rechten Winkel angebauter Wirtschaftstrakt in Fachwerk, nach 1823.                                                                           | D-7-75-161-8  | BW             |
| Oberrother Straße 14 (Standort)    | Steinkreuz                                        | Spätmittelalterlich. | D-7-75-161-10 | BW             |
| Schattenweiler Straße 2 (Standort) | Bauernhaus                                        | Zweigeschossiger Satteldachbau, zum Teil in Fachwerkkonstruktion, mit späteren Anbauten, im Kern 18. / 19. Jahrhundert, stark überformt. | D-7-75-161-11 | BW             |

### Matzenhofen
| Lage                                                                          | Objekt                                                | Beschreibung | Akten-Nr.     | Bild              |
| ----------------------------------------------------------------------------- | ----------------------------------------------------- | --- | ------------- | ----------------- |
| Matzenhofen 4 (Standort)                                                      | Katholische Wallfahrtskirche Sieben Schmerzen Mariens | Saalbau mit eingezogenem, dreiseitig geschlossenem Chor und Turm im nördlichen Winkel, 1748/49 von Johann Georg Beer errichtet; mit Ausstattung. | D-7-75-161-12 | weitere Bilder    |
| Oberrother Wald; Nähe Kreisstraße 5; in Matzenhofen; Matzenhofen 4 (Standort) | Sieben Bildstöcke                                     | Gemauerte Gehäuse mit Reliefs der Sieben Schmerzen Mariens, erste Hälfte 20. Jahrhundert.                                                        | D-7-75-161-13 | Sieben Bildstöcke |

## Abgegangene Baudenkmäler
In diesem Abschnitt sind Objekte aufgeführt, die früher einmal in der Denkmalliste eingetragen waren, jetzt aber nicht mehr existieren, z. B. weil sie abgebrochen wurden. Aktennummern in diesem Abschnitt sind ehemalige, jetzt nicht mehr gültige Aktennummern.

| Lage                                | Objekt            | Beschreibung | Akten-Nr.    | Bild |
| ----------------------------------- | ----------------- | --- | ------------ | ---- |
| Unterroth Hauptstraße 26 (Standort) | Gasthof zum Löwen | Zwei firstparallele, zweigeschossige Satteldachbauten, der östliche im Kern 1618 (dendrochronologisch datiert), der westliche frühes 19. Jahrhundert. Abriss wohl 2017. | D-7-75-161-2 | BW   |
| Unterroth Höhlgasse 14 (Standort)   | Bauernhaus        | Satteldachbau, wohl noch 18. Jahrhundert. | D-7-75-161-4 | BW   |
| Unterroth Mühlbachstraße 6 ()       | Bauernhaus        | Walmdachbau, im Kern zweite Hälfte 18. Jahrhundert. | D-7-75-161-9 |      |